# Вільгельм Баур (1905)
Вільгельм Баур, при народженні — Майр (нім. Wilhelm Baur (Mayr); 17 квітня 1905, Мюнхен — квітень/травень 1945, Берлін) — німецький видавець і культурний функціонер, штандартенфюрер СС.

## Біографія
Позашлюбний син медсестри Елеонори Майр. Після одруження матері був всиновлений її чоловіком, інженером Людвігом Бауром, який дав Вільгельму своє прізвище.
В 1925 році вступив в НСДАП (квиток №51), займав високі посади в Центральному видавництві НСДАП і був віце-президентом Імперської палати літератури. 1 червня 1938 року вступив в СС (посвідчення №293 750) і був зарахований в Головне управління СС. потім служив в штабі оберабшніту СС «Шпре». Загинув у бою під час битви за Берлін.

## Нагороди
- Золотий партійний знак НСДАП
- Хрест Воєнних заслуг 2-го і 1-го класу